# 冰砾阜
冰砾阜（英語：kame）是指由于冰川消融后冰面上的沉积物沉落到底床上堆积而成的一种圆形的或不规则的小丘。通常由具有层次的粉砂、细沙组成，表面有冰碛物覆盖。